# Tritoniidae
Tritoniidae — семейство морских и солоноватоводных брюхоногих моллюсков из отряда голожаберных подкласса Heterobranchia. Единственное семейство в монотипическом надсемействе Tritonioidea. Включает в себя некоторых из крупнейших известных голожаберных моллюсков, при этом северо-восточный атлантический вид Tritonia hombergii достигает 20 см в длину. К особенностям строения относятся отсутствие как раковины, так и выраженной мантии. Вторичные кожные жабры представляют собой мягкие незащищённые выросты покровов различной формы и располагаются по бокам или на спинной стороне тела. Некоторые виды ядовиты и имеют яркую окраску. Все эти моллюски — гермафродиты. Встречаются по всему миру в теплых и умеренных морях, а также в самых холодных водах и на больших глубинах, везде, где водятся восьмилучевые кораллы, которыми они питаются. Члены семейства Tritoniidae питаются восьмилучевыми кораллами, включая морские перья, альционарии и горгонарии, часто имея среди них маскировочные форму и окраску. Они разделяют эту черту с Arminidae, которые ранее считались лишь отдаленно родственными, но, как показало недавнее исследование, тесно связаны с Tritoniidae.

## Классификация
На декабрь 2024 года в отряд включают следующие подсемейства и роды:
- Marioniinae F. V. Silva, Pola & Cervera, 2023
  - Marionia Vayssière, 1877
  - Marioniopsis Odhner, 1934
  - Paratritonia Baba, 1949
- Tritoniinae Lamarck, 1809
  - Candiella J. E. Gray, 1850
  - Marianina Pruvot-Fol, 1931
  - Myrella Odhner, 1963
  - Tochuina Odhner, 1963
  - Tritonia Cuvier, 1797
  - Tritonicula Korshunova & Martynov, 2020
  - Tritonidoxa Bergh, 1907
  - Tritoniella Eliot, 1907
  - Tritoniopsis Eliot, 1905